# أفرو 527
أفرو 527 (بالإنجليزية: Avro 527)‏ هي طائرة مقاتلة أنتجت في بريطانيا. من صناعة أفرو. كان أول طيران لها في 1916. صنع منها طائرة واحدة.